# Da Vinciho démoni
Da Vinciho démoni (v anglickém originále Da Vinci's Demons) je historický dobrodružný televizní seriál odehrávající se v období renesance. Seriál popisuje smyšlený příběh raného života italského umělce Leonarda da Vinciho. Seriál byl po třech sériích zrušen.
K seriálu vytvořil hudbu Bear McCreary. Úvodní znělka měla původně trvat pouhých 30 sekund, ovšem David S. Goyer požádal McCrearyho o prodloužení. Kvůli tomu museli být některé epizody následně upraveny, aby se vešly do požadovaného časového formátu.

## Hlavní postavy
| Leonardo da Vinci   | Tom Riley      | hlavní   | hlavní | hlavní          |
| Lucrezia Donati     | Laura Haddock  | hlavní   | hlavní | hlavní          |
| Girolamo Riario     | Blake Ritson   | hlavní   | hlavní | Does not appear |
| Lorenzo Medici      | Elliot Cowan   | hlavní   | hlavní | Does not appear |
| Clarice Orsini      | Lara Pulver    | hlavní   | hlavní | Does not appear |
| matka Leonarda      | ?              | vedlejší | hlavní | hlavní          |
| papež Sixtus IV.    | James Faulkner | hlavní   | hlavní | Does not appear |
| Zoroaster           | Gregg Chillin  | hlavní   | hlavní | Does not appear |
| Niccolò Machiavelli | Eros Vlahos    | hlavní   | hlavní | Does not appear |
| Amerigo Vespucci    | Lee Boardman   | vedlejší | hlavní | Does not appear |

## 1. série
Televize Starz spustila 1. sérii 12. dubna 2013, spuštěno bylo celkem 8 epizod. Každý týden vyšla 1 epizoda. Tvůrci pojmenovali všechny epizody 1. série po tarotových kartách.
K natáčení tvůrci zvolili převážně historické památky ve Walesu, jako například: Hrad Margam nebo Abbey Cwmhir Hall.

## Vysílání
Premiéra 1. dílu první série proběhla na televizi Starz 12. dubna 2013, v ČR premiéra proběhla 8. prosince 2014 na televizi Prima Cool. Seriál se v ČR vysílal s českým dabingem. Prima Cool vysílala pouze první 2 řady seriálu. 
| Řada | Díly | Premiéra v USA  | Premiéra v USA    | Premiéra v ČR    | Premiéra v ČR    |
| Řada | Díly | První díl       | Poslední díl      | První díl        | Poslední díl     |
| ---- | ---- | --------------- | ----------------- | ---------------- | ---------------- |
| 1    | 8    | 12. dubna 2013  | 7. června 2013    | 8. prosince 2014 | 26. ledna 2015   |
| 2    | 10   | 22. března 2014 | 31. května 2014   | 4. května 2015   | 6. července 2015 |
| 3    | 10   | 24. října 2015  | 26. prosince 2015 | nebylo vysíláno  | nebylo vysíláno  |